# Lorenz Friedrich von Puttkamer
Lorenz Friedrich von Puttkamer, auch von Puttkammer, (* 28. September 1741 in Groß Nossin; † 20. Januar 1814 ebenda) war ein preußischer Landrat, der von 1789 bis 1805 dem Flemmingschen Kreis in Hinterpommern vorstand.

## Leben
Er war ein Angehöriger des pommerschen Adelsgeschlechts Puttkamer. Sein Vater Franz Ludwig von Puttkamer (1713–1766) war Erbherr auf Groß Nossin, wo ihm der Anteil Groß Nossin (c) gehörte, und auf weiteren Gütern; seine Mutter Margarethe Sophie (um 1707–1780) war eine geborene von Boehn.
Puttkamer wurde Page bei König Friedrich II. Er trat in die Preußische Armee ein, wo er bis zum Kapitän aufstieg. Im Jahre 1764 nahm er seinen Abschied. Nach dem Tod seines Vaters erbte er im Jahre 1766 das im Flemmingschen Kreis gelegene Gut Zemlin.
Nach dem Tod des Landrates Georg Christian von Puttkamer wurde er zum neuen Landrat des Flemmingschen Kreises gewählt. Dabei setzte er sich gegen Angehörige der adligen Familie Flemming durch, die dieses Amt – der Flemmingsche Kreis war im 17. Jahrhundert als einer der sogenannten Familienkreise gebildet worden – für ihre Familie beanspruchten. Puttkamer blieb Landrat bis zu seinem Abschied im Jahre 1805. Im Amt folgte ihm mit Carl Berend Sigismund von Flemming nunmehr ein Angehöriger der Familie Flemming.
Das Gut Groß Nossin, genau gesagt den Anteil Groß Noßin (c), hatte sein Vater noch zu Lebzeiten im Jahre 1766 an seinen älteren Bruder Johann Wilhelm von Puttkamer übereignet. Als dieser im Jahre 1801 starb, erbte Lorenz Friedrich von Puttkamer Groß Nossin.
Puttkamer war in erster Ehe mit Friederike Sophie, einer geborenen von Steinwehr, verheiratet. Nach ihrem Tod heiratete er in zweiter Ehe Eleonore Dorothee Caroline, eine Tochter des Justizrates Samuel Albrecht Moldenhauer. Aus der zweiten Ehe gingen zwei Söhne hervor: Albert von Puttkamer (1797–1861) wurde Landrat in den Landkreisen Czarnikau und Samter der Provinz Posen und Abgeordneter im preußischen Abgeordnetenhaus. Eugen von Puttkamer (1800–1874) wurde Landrat des Kreises Randow, später Oberpräsident der Provinz Posen.